# 東山魁夷 心の旅路館
東山魁夷 心の旅路館（ひがしやまかいい こころのたびじかん）は、岐阜県中津川市山口1番地15に所在する美術館である。

## 概要
中津川市が運営し、道の駅賤母に併設される。
近代日本画壇を代表する風景画家である東山魁夷から寄贈された版画作品が展示されている。

## 沿革
- 1994年（平成6年） - 画伯から旧長野県木曽郡山口村へ版画作品約500点が寄贈される。
- 1995年（平成7年） - 東山魁夷 心の旅路館開館。
- 2005年（平成17年） - 山口村が中津川市へ編入されたことに伴い、中津川市が運営を引き継ぐ。

## 開館時間・休館日
開館時間
- 午前9時30分～午後5時（入館は午後4時30分まで）

休館日
- 毎週水曜日
- 年末年始（12月27日～1月5日）

## 交通
- 国道19号沿線にあり、道の駅賤母を目指すとよい。
- 中央自動車道 中津川インターチェンジから国道19号線を松本方面へ 車で約25分。
- 長野自動車道 塩尻インターチェンジから国道19号線を名古屋方面へ 車で約1時間40分。
- JR中央本線 中津川駅から タクシーで約20分。
- JR中央本線 坂下駅から タクシーで約10分